# UFC 241
UFC 241: Cormier vs. Miocic 2 fue un evento de artes marciales mixtas producido por Ultimate Fighting Championship que tuvo lugar el 17 de agosto de 2019 en el Honda Center en Anaheim, California, Estados Unidos.

## Historia
Una revancha por el Campeonato de Peso Pesado de UFC entre el entonces campeón Daniel Cormier y el excampeón Stipe Miocic sirvió como combate estelar del evento. Ambos se enfrentaron previamente en UFC 226 en julio de 2018, cuando el Campeón de Peso Semipesado de UFC Cormier noqueó a Miocic en la primera ronda para capturar el título de peso pesado.
Una pelea de peso mediano entre el exretador al Campeonato de Peso Medio de UFC (así como medallista de plata olímpico en el 2000 y excampeón mundial de lucha libre) Yoel Romero y Paulo Costa ha sido programada para este evento. El combate fue programado previamente para UFC 230, luego para UFC Fight Night: Cejudo vs. Dillashaw y nuevamente para UFC Fight Night: Jacaré vs. Hermansson, pero fue cancelado en las tres ocasiones por distintas razones.
John Makdessi tenía previsto enfrentar a Devonte Smith en el evento. Sin embargo, el 30 de julio se informó que Makdessi se vio obligado a retirarse por razones no reveladas. El veterano Clay Collard fue vinculado brevemente como el reemplazo. A su vez, Collard fue retirado del combate durante la semana previa al evento debido a un problema médico no revelado. Smith se enfrentó al recién llegado Khama Worthy.
Maryna Moroz enfrentaría a Poliana Botelho en un combate de peso mosca femenino en el evento. Sin embargo, el 1 de agosto se informó que Moroz se vio obligado a retirarse del evento debido a una lesión. A principios de agosto, Botelho anunció a través de las redes sociales que ya no participaría en el evento.
Originalmente Manny Bermúdez iba a enfrentar a Casey Kenney en un combate de peso gallo. Sin embargo, UFC decidió mover la pelea a un peso acordado (140 lbs.) debido al gran corte de peso que hicieron los peleadores el día antes del pesaje.

## Resultados
1. ↑  Por el Campeonato de Peso Pesado de UFC.

## Premios extra
Los siguientes peleadores recibieron $50,000 en bonos:
- Pelea de la Noche: Paulo Costa vs. Yoel Romero
- Actuación de la Noche: Stipe Miocic y Khama Worthy